# Florian Teichtmeister
Florian Teichtmeister, né le 4 novembre 1979 à Vienne (Autriche), est un acteur autrichien.

## Biographie

### Éducation et théâtre
Après avoir obtenu son diplôme d'études secondaires, Florian Teichtmeister suit le séminaire Max Reinhardt à Vienne, où il travaille notamment avec Karlheinz Hackl, Klaus Maria Brandauer, Artak Grigorjan et Samy Molcho. Au moment où il obtient son diplôme en 2004, Teichtmeister était déjà apparu sur scène, notamment dans le rôle de Ferdinand dans Cabale et Amour (Kabale und Liebe) et dans celui d'Achille dans Penthésilée au Volkstheater de Vienne.
En 2002, il reçoit le prix Karl-Skraup du meilleur jeune acteur pour la première autrichienne de norway.today (de) du réalisateur Igor Bauersima, et en 2005, il reçoit le prix du public au Festival de Bad Hersfeld pour son interprétation de Mozart dans Amadeus de Peter Shaffer.
Depuis 2005, Teichtmeister est membre permanent de l'ensemble du Theater in der Josefstadt.
De 2007 à 2013, il enseigne comme assistant d'Artak Grigorjan au Séminaire Max-Reinhardt.
À l'été 2010, il joue le rôle-titre dans Hamlet d'après William Shakespeare aux Jeux d'été de Perchtoldsdorf. En 2013, Teichtmeister incarne le rôle du menuisier Leim dans Lumpazivagabundus de Johann Nestroy au Festival de Salzbourg et au Burgtheater de Vienne (mise en scène de Matthias Hartmann).

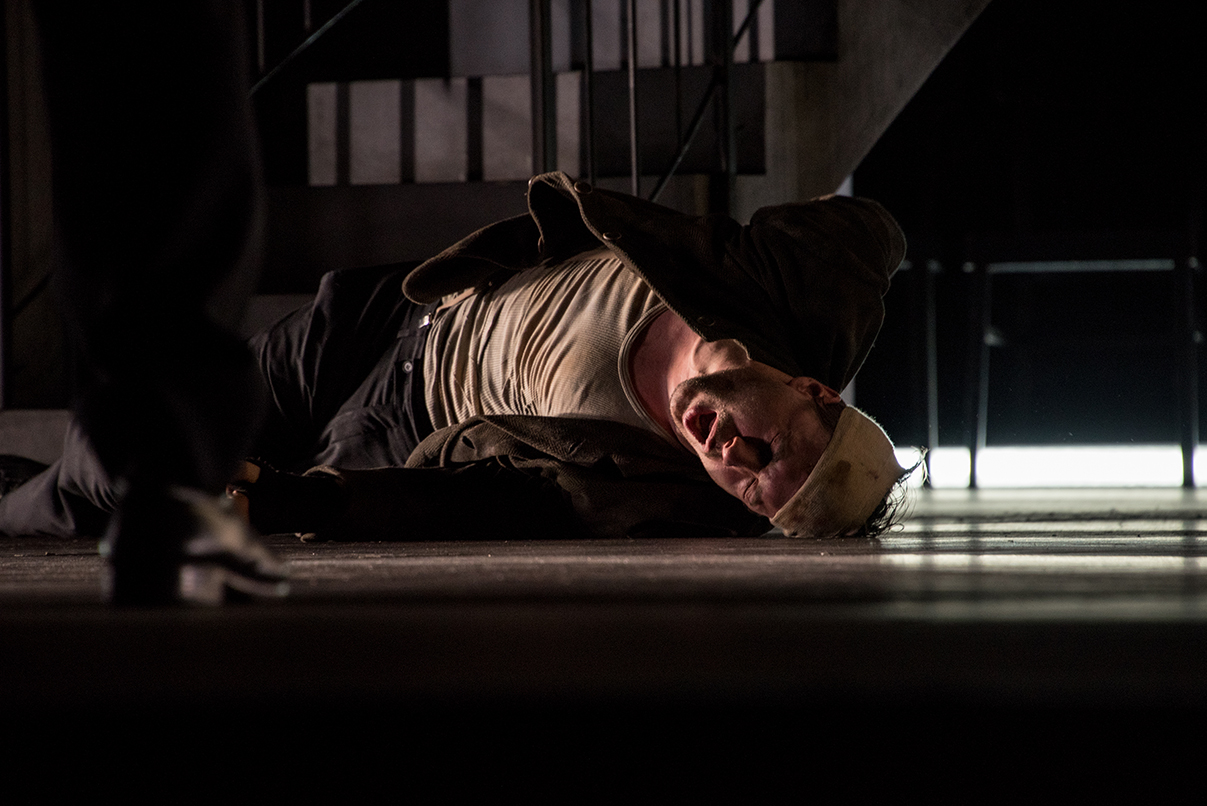
Rôle de Fürchtegott Lehmann, mourant, dans Niemand, 2016.

Le 1er septembre 2016, il joue l'infirme Fürchtegott Lehmann dans la première de Niemand (de) de Horváth au Theater an der Josefstadt, mise en scène par Herbert Föttinger.
De 2019 à 2023, il est membre de l'ensemble du Burgtheater de Vienne.

### Film et télévision
À partir de 2001, Teichtmeister est également régulièrement devant la caméra dans des productions cinématographiques et télévisuelles. Il fait ses débuts en tant que Kasdas Bursche dans Spiel im Morgengrauen de Götz Spielmann, d'après la nouvelle d'Arthur Schnitzler, face à Fritz Karl. Il joue ensuite, entre autres, dans la série hospitalière de l'ARD En toute amitié (In aller Hoffnung), travaille dans deux épisodes de Tatort et dans plusieurs productions cinématographiques et télévisuelles réalisées par notamment Harald Sicheritz ou encore Michael Haneke. En 2004, il est nommé pour un Romy, prix du cinéma et de la télévision. 
De 2013 à 2016, Teichtmeister tient le rôle du procureur Viktor Huber dans la série policière ZDF Die Chefin. Dans l'adaptation cinématographique du Journal d'Anne Frank, sortie en salles en mars 2016, il incarne le SS-Oberscharführer Karl Josef Silberbauer, qui a arrêté les Juifs cachés dans l'annexe secrète. De 2016 à 2023, il joue le rôle principal du major de Graz en fauteuil roulant Peter Palfinger dans la série policière autrichienne Die Toten von Salzburg. En 2018, sous la direction de Nils Willbrandt, il endosse le rôle du professeur de psychologie et père de famille Bernd Stach, qui avait été reconnu coupable de meurtre et qui parvient à s’échapper de prison après une tentative de suicide dans le thriller policier ZDF Kommissarin Lucas – Das Urteil aux côtés d'Ulrike Kriener.

### Procédure pénale
Le 13 janvier 2023, on apprit que Teichtmeister avait été accusé de possession de représentations pornographiques de mineurs. Le procès était prévu pour le 8 février 2023 devant le tribunal régional pour les affaires pénales de Vienne, mais a été renvoyé en raison d'une « maladie aiguë » de l'accusé,. Le matériel trouvé est constitué de plusieurs supports de données contenant environ 58000 fichiers qui ont été saisis par la police lors d'une perquisition dans l'appartement de Teichtmeister. Les enquêteurs n'ont trouvé aucune preuve que Teichtmeister ait transmis des données, mais il aurait lui-même, lors de tournages par exemple, pris des photos de mineurs et les aurait disposées dans des collages assortis de bulles pornographiques. Début octobre 2021, Dieter Pochlatko, le producteur de Serviam - Ich will dienen, a été informé par l'avocat des parents d'une actrice mineure d'une photo que Teichtmeister avait prise et demandé que Teichtmeister cesse d'approcher l'actrice. Selon l'avocat Michael Rami, qui représente Teichtmeister en matière de droit des médias, son client plaidera coupable dans la procédure à venir. Le Burgtheater renvoie Teichtmeister le 13 janvier 2023 avec effet immédiat. L'ORF cesse également de diffuser les films dans lesquels il joue.
Les médias autrichiens, dont le Kronen Zeitung et Der Standard, rendent compte de l'affaire dès septembre 2021 sans nommer Teichtmeister. Sa partenaire de l'époque, contre qui Teichtmeister aurait été violent, le dénonce à la police. Teichtmeister aurait suivi une thérapie. En dépit des accusations portées contre lui, Teichtmeister continue d’avoir des rôles majeurs et est toujours l'un des acteurs les plus employés du Burgtheater. Martin Kušej, son directeur de l'époque, déclare le 14 janvier 2023 que des discussions avaient déjà eu lieu avec Teichtmeister après les rapports de 2021, mais que celui-ci avait nié toutes les accusations, les jugeant infondées. La direction n'était pas au courant que Teichtmeister avait avoué et se soignait, c'est pourquoi aucune conséquence en vertu du droit du travail n'était possible. Les experts en droit du travail relativisent cette version : le Burgtheater aurait pu interroger Teichtmeister sur l'état de l'enquête et lui demander de montrer le dossier au lieu de simplement se fier à son témoignage,. La secrétaire d'État à la Culture Andrea Mayer a annoncé le 14 janvier 2023 un examen des procédures dans la Bundestheater-Holding. Ironiquement, son dernier rôle là-bas dans la pièce Next Door était celui d'un acteur célèbre nommé Florian qui gaspillait son argent sur Internet pour du sexe en ligne. Le spectacle est entièrement annulé.
Selon Falter, Teichtmeister espérait éviter un procès public avec des aveux, une coopération et une thérapie. Les poursuites pour violences conjugales et possession de drogue — environ 100 grammes de cocaïne ont été saisis dans son appartement — sont effectivement abandonnées, mais pas celles pour l'infraction principale. Ses avocats ont déposé une requête en déjudiciarisation et un « règlement final » non public en décembre 2022. Les actes seraient dus à un trouble de la personnalité résultant de la dépendance à la cocaïne et des effets des confinements dus au Covid 19 et seraient « en contradiction frappante avec son autre comportement ». De plus, malgré une peine de prison avec sursis, la seule que le tribunal pourrait prononcer, il y aurait un risque d'ostracisme social en public. Les efforts des avocats ont échoué, une déjudiciarisation en cas d'infractions sexuelles avec des volumes de données de cette taille n'ayant pas lieu pour des raisons de prévention générale. 
Le 16 janvier 2023, l'ORF explique que les allégations étaient connues en interne depuis longtemps et que donc le rôle principal de Teichtmeister comme major Palfinger dans l'épisode Die Toten von Salzburg - Schattenspiel avait été retiré du scénario par précaution. Dans un premier temps, l'ORF avait justifié cela par les problèmes d’emploi du temps de l'acteur. Dans la série elle-même, l'absence de Palfinger est expliquée par une cure de « désintoxication numérique ». L'acteur est finalement condamné à une peine de deux ans de prison avec sursis.

## Filmographie partielle

### Au cinéma
- 2009 : Der Fall des Lemming (de)
- 2011 : Sommer der Gaukler (de)
- 2016 : Das Tagebuch der Anne Frank (de)
- 2017 : Life Guidance (de)
- 2018 : Zauberer (de)
- 2019 : Wiener Blut (de)
- 2022 : Corsage : l'empereur François-Joseph Ier
- 2022 : Serviam – Ich will dienen (de)

### À la télévision
- 2001 : Spiel im Morgengrauen (de) (téléfilm)
- 2003 : Rex, chien flic (épisode Ettrichs Taube)
- 2004 : Tatort (épisode Tod unter der Orgel (de))
- 2005 : SOKO Kitzbühel (de)  (épisode Au-pair)
- 2005 : En toute amitié  (In aller Freundschaft, épisode Der richtige Mann)
- 2005 : Les Chroniques de Polly  (téléfilm)
- 2007 : Caravaggio d'Angelo Longoni : le cavalier D'Arpino (téléfilm en deux parties)
- 2008 : Trautmann  (série télévisée, épisode Die Hanno-Herz-Story)
- 2008 : Der erste Tag (de)
- 2009 : Schnell ermittelt (de)  (épisode Rudolf Sommerbauer)
- 2010 : Tatort (épisode Glaube, Liebe, Tod (de))
- 2011 : Alexandra : Disparue
- 2012 : Spuren des Bösen (de)  (épisode Racheengel)
- 2013-2016 : Die Chefin
- 2013 : Die Auslöschung (de)
- 2014 : Boͤsterreich (de)
- 2014 : Sarajevo  (téléfilm)
- 2014 : Altes Geld (de)
- 2016-2022 : Die Toten von Salzburg (de)
- 2018 : Le commissaire Polt reprend du service (Alt, aber Polt)
- 2018 : Kommissarin Lucas (de) (épisode Das Urteil (de)
- 2018 : Die Muse des Mörders (de)
- 2021 : Les Carnets de Max Liebermann  (Vienna Blood, épisode  Vor der Dunkelheit)

## Théâtre (sélection)
- 2005 : Eduard dans Das vierte Gebot de Ludwig Anzengruber, Theater in der Josefstadt, mise en scène de Herbert Föttinger
- 2005 : Henrik dans Une maison de poupée de Henrik Ibsen, Theater in der Josefstadt, mise en scène de Karlheinz Hackl
- 2006 : Andri dans Andorra de Max Frisch, mise en scène de Peter Lotschak
- 2006 : Konstantin Gawrilowitsch Trepljow dans La Mouette d'Anton Tchekhov, Theater in der Josefstadt, mise en scène de Hans Ulrich Becker
- 2007 : Eduard Rainer dans L'Appel de la vie d'Arthur Schnitzler, Theater in der Josefstadt, mise en scène de Franz Xaver Kroetz
- 2007 : Florindo Aretusi dans Arlequin valet de deux maîtres (d'après Carlo Goldoni) de Peter Turrini, Theater in der Josefstadt, mise en scène de Herbert Föttinger
- 2008 : Hitler dans Mein Kampf de George Tabori, Theater in der Josefstadt, mise en scène de Peter Wittenberg
- 2008 : Peter dans Besuch bei dem Vater de Roland Schimmelpfennig, Theater in der Josefstadt, mise en scène de Stephanie Mohr
- 2009 : le marquis d'Albafiorita dans Die Wirtin de Peter Turrini, Theater in der Josefstadt, mise en scène de Janusz Kica
- 2009 : Titus Feuerfuchs dans Le Talisman de Johann Nepomuk Nestroy, Theater in der Josefstadt, mise en scène de Michael Gampe
- 2009 : Osvald dans Les Revenants de Henrik Ibsen, Theater in der Josefstadt, mise en scène de Janusz Kica
- 2010 : Jeune Moser dans Moser de Franzobel, Theater in der Josefstadt, mise en scène de Peter Wittenberg
- 2011 : Wolfgang Amadeus Mozart dans Amadeus de Peter Shaffer, Theater in der Josefstadt, mise en scène de Janusz Kica
- 2012 : Alfred dans Légendes de la forêt viennoise d'Ödön von Horváth, Theater in der Josefstadt, mise en scène de Herbert Föttinger
- 2012 : Martin Wegner dans Der Mentor de Daniel Kehlmann, Theater in der Josefstadt, mise en scène de Herbert Föttinger
- 2013 : Leim dans Der Böse Geist Lumpazivagabundus de Johann Nestroy, Burgtheater, en coproduction avec le Festival de Salzbourg, mise en scène de Matthias Hartmann
- 2013 : Joseph (Osarsiph) dans Joseph et ses frères de Thomas Mann, Theater in der Josefstadt, mise en scène de Günter Krämer
- 2014 : le docteur Otto Gross dans Eine dunkle Begierde de Christopher Hampton, Theater in der Josefstadt, mise en scène de Christopher Hampton
- 2014 : Fritz Lobheimer dans Liebelei d'Arthur Schnitzler, Theater in der Josefstadt, mise en scène d'Alexandra Liedtke
- 2015 : docteur Franz Jura dans Das Konzert (de) de Hermann Bahr, Akademietheater, mise en scène de Felix Prader
- 2015 : Dromio de Syracuse et Dromio d'Ephèse dans La Comédie des erreurs de William Shakespeare, Festival de Salzbourg, mise en scène Henry Mason
- 2016 : Jean dans Mademoiselle Julie (Fräulein Julie) d'August Strindberg, Theater in der Josefstadt, mise en scène : Anna Bergmann
- 2016 : Fürchtegott Lehmann dans Niemand (de) d'Ödön von Horváth, UA, Theater in der Josefstadt, mise en scène de Herbert Föttinger
- 2017 : révérend John Hale dans Les Sorcières de Salem d'Arthur Miller, Burgtheater, mise en scène de Martin Kusej
- 2017 : professeur Ebenwald dans Professeur Bernhardi d'Arthur Schnitzler, Theater in der Josefstadt, mise en scène de Janusz Kica
- 2018 : Arthur Kirsch/Benedikt Höllrigl dans In der Löwengrube de Felix Mitterer, Theater in der Josefstadt, mise en scène de Stephanie Mohr
- 2018 : Grübel dans Der Kandidat de Joseph Sternheim, Burgtheater, mise en scène de Georg Schmiedleitner
- 2019 : Papageno dans La Flûte enchantée de Wolfgang Amadeus Mozart, Staatsoper Unter den Linden Berlin, direction musicale d'Alondra de la Parra, mise en scène de Yuval Sharon
- 2019 : lieutenant Carl Joseph Freiherr von Trotta und Sipolje dans La Marche de Radetzky de Joseph Roth dans une dramatisation d'Elmar Goerden, Theater in der Josefstadt, mise en scène d'Elmar Goerden
- 2019 : Loki dans Die Edda de Þorleifur Örn Arnarsson et Mikael Torfason, Burgtheater, mise en scène de Þorleifur Örn Arnarsson

## Prix
- 2002 : prix Karl-Skraup du meilleur jeune acteur pour norway.today (de)
- 2005 : prix du public au Festival de Bad Hersfeld pour Amadeus
- 2013 : prix du théâtre Nestroy/Prix du Public
- 2014 : prix des acteurs allemands 2014 dans la catégorie "Starker Auftritt" (Forte prestation) pour Spuren des Bösen: Racheengel (de)
- 2015 : prix du théâtre Nestroy/Prix du Public[18]